# 趙元吉
趙元吉（16世紀—17世紀），字修之，號慎所，直隶廬州府合肥县軍籍，明朝政治人物。同进士出身。

## 生平
萬曆十六年（1588年）戊子科應天府鄉試第一百二十一名舉人，二十三年（1595年）乙未科會試第二百二十七名，廷試三甲第二百三十九名进士，吏部觀政，二十五年授河南怀庆府推官，歴工部员外郎，升户部郎中，四十年九月出知建昌府，四十六年十二月改知都匀府，以肮脏忤俗致仕。

## 家族
曾祖趙宏，冠带義民。祖趙迎，國子生。父趙表，知縣。母高氏，继母周氏。慈侍下。娶蔚氏。子希範。